# 于田ケリム
于田 ケリム（うだ ケリム、ウイグル語: كېرىم ئۇدا、英語: Kerimu Uda）は、在日ウイグル人の人権活動家。2020年6月より、日本ウイグル協会会長を務めている。

## 経歴
中国新疆ウイグル自治区のウルムチ生まれ。機械工学専攻で、中国石油大学で学士課程を、次いで新疆大学で修士課程を修める。
2008年に来日。東京工業大学（のちの東京科学大学）で博士課程を修め、2012年に博士（工学）の学位を取得した後、日本で就職。在学中の2010年にCSTIC（中国国際半導体技術大会） 2010 Best Student Paper Awardを受賞。
2018年日本国籍に帰化。
2019年6月22日に開催された日本ウイグル協会の2019年度総会で、同協会の理事に任命される。
2020年6月28日に開催された日本ウイグル協会の2020年度総会で、名誉会長に退くことになったイリハム・マハムティの後任として会長に任命される。
2020年9月13日、ディズニーの実写映画『ムーラン』のエンドロールで中国共産党新疆ウイグル自治区委員会宣伝部などに対する謝意が記載されることに対し、日本ウイグル協会は于田名義で声明を発表し、「ディズニー社が中国共産党による東トルキスタンでのジェノサイドに、事実上加担している」として、「ディズニー社の国際的な人権問題への取り組みに対して、強い疑念を抱かざるをえません。」との懸念を表明し、スタッフロールの修正や、ウイグル人に対する謝罪することなどを要求した。
2020年10月1日、中国の国慶節に合わせて、東京で開催された抗議運動「Resist China 日本」に在日ウイグル人代表として参加して演説を行った。
2020年10月7日、于田を筆頭とする日本ウイグル協会の役員が、安倍晋三元首相に衆議院議員会館事務所で面談し、ウイグル問題の改善に尽力した安倍の功績を讃えて花束や感謝状を贈呈した。
2021年2月4日、日本政府に対し、中国政府によるウイグル人弾圧をジェノサイドに認定することを要望した。

## 著作
- 楊海英と『ジェノサイド国家 中国の真実』文春新書、2021年10月。ISBN 9784166613335